# Tomomi Nakatsuka
Tomomi Nakatsuka (中塚智実, Nakatsuka Tomomi, née le 18 juin 1993 à Saitama, au Japon) est une chanteuse et idole japonaise, membre du groupe de J-pop AKB48 (team K). Elle est sélectionnée en 2007, débute avec la team B en 2009, et rejoint la team A en 2010. Elle sera graduée du groupe AKB48 le 7 juillet 2013.